# Órgano sinfónico

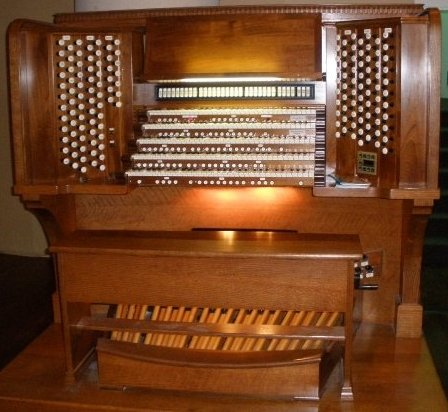
La consola del órgano de tubos Royce Hall de UCLA; construido por Skinner en 1930, es un excelente ejemplo de órgano sinfónico.

El órgano sinfónico es un estilo de órgano de tubos que floreció durante las tres primeras décadas del siglo XX en los ayuntamientos y otros lugares públicos seculares, particularmente en Estados Unidos y Reino Unido. Tiene sus raíces en la Europa del siglo XIX y es una variación del clásico órgano de tubos. Cuenta con capacidades ampliadas, con muchos tubos que imitan instrumentos orquestales (p. Ej., Cuerdas, instrumentos de viento de madera) y con múltiples divisiones expresivas y controles de consola de órgano para ajustar sin problemas el volumen y tono, generalmente con acciones y bobinado de órganos eléctricos. Estas expansiones permiten al organista aproximarse al poder de un director para dar forma a las texturas tonales de la música romántica y las transcripciones orquestales. (Se trata de obras orquestales clásicas re-compuestas para un solista, práctica particularmente popular antes de que la tecnología permitiera que las orquestas fueran grabadas y transmitidas ampliamente.) Estos órganos son generalmente instrumentos de concierto a diferencia de los órganos de iglesia. El órgano sinfónico ha experimentado un renacimiento en los EE. UU., Europa y Japón, particularmente desde la década de 1980.
Los principales constructores fueron Henry Willis & Sons en Reino Unido y Ernest M. Skinner en EE. UU., siguiendo el trabajo pionero del siglo XIX de Eberhard Friedrich Walcker en Alemania y Aristide Cavaillé-Coll en Francia, e inspirando la música para órgano de figuras como Edward Elgar, Edwin Lemare, Franz Liszt y César Franck, respectivamente. El ejemplo más grande es el Órgano Wanamaker, diseñado por George Ashdown Audsley para la Feria Mundial de St. Louis de 1904, reinstalado en una tienda por departamentos de Filadelfia en 1911 y luego ampliado enormemente durante dos décadas. Actualmente cuenta con seis manuales, once divisiones, 464 rangos y 28,750 tuberías, todas alimentadas por 36 reguladores y ventiladores que suman 173 hp. Otros ejemplos importantes alrededor de Filadelfia son el órgano Skinner en Girard College Chapel (1931), el Órgano de Curtis en el Auditorio de Irvine (Universidad de Pensilvania, 1926), y el órgano Aeolian Company en el cercano Longwood Gardens (1929). En New Haven, Connecticut, tres organistas ensamblaron uno de los órganos sinfónicos más grandes y mejores del mundo para la Universidad Yale en el Salón Woolsey (Órgano conmemorativo de Newberry, 1902/1915/1928).
Otro excelente ejemplo de órgano sinfónico se puede ver y escuchar en el Soldiers and Sailors Memorial Auditorium en Chattanooga, Tennessee. El magnífico Opus 1206 de Austin Organs, con 81 rangos y 5.261 gaitas, se tocó por primera vez el 12 de febrero de 1925. Su primer organista fue el mundialmente conocido Edwin Lemare. Liderados por el Chattanooga Music Club, los ciudadanos de Chattanooga comenzaron la restauración del órgano en 1987, y 20 años después, el 2 de julio de 2007, fue dedicado de nuevo en un concierto realizado por el organista de Wanamaker Peter Richard Conte. Los órganos sinfónicos municipales todavía se utilizan de manera prominente en San Diego, California (Pabellón de órganos de Spreckels, 1914) y en Portland, Maine, (Órgano conmemorativo de Kotzschmar, 1912), y en 1999 se construyó un gran órgano Skinner de la década de 1920, inaugurado en el Cincinnati Museum Center en Union Terminal.